# 2245 Hekatostos
2245 Hekatostos este un asteroid din centura principală, descoperit pe 24 ianuarie 1968 de Liudmila Cernîh.